# ارگان رنگی
اُرگان رَنگی یا اُرگ رنگین (به انگلیسی: Color Organ)، به مجموعه‌ای از وسایل مکانیکی اطلاق می‌شود که برای نمایش صدا و هم راستایی با موسیقی در یک رسانهٔ بصری طراحی شده‌اند. نخستین ارگان‌های رنگی سازهایی دستی بودند که در اوایل قرن بیستم براساس هارپسیکورد با سیستم الکترومکانیکی ساخته شدند.
در اوایل قرن بیستم، هنر لومیا توسعه یافت. در دهه‌‌های ۱۹۶۰ و ۱۹۷۰، اُرگان رنگی به‌طور گسترده‌ای با دستگاه‌های الکترونیکی مرتبط شد که به ورودی‌های موسیقی با نمایش‌ نور پاسخ می‌دادند. به تدریج از اُرگان نور برای این دستگاه‌ها استفاده شد. اُرگان نور به عنوان ابزاری برای این دستگاه‌ها استفاده شد که به اُرگان رنگی این امکان را می‌دهد تا معنای اصلی خود را دوباره به‌دست آورد.

## تاریخچه مفهوم
رویای خلق یک موسیقی بصری قابل مقایسه با موسیقی شنیداری در فیلم‌های انتزاعی انیمیشن آرزوی هنرمندانی مانند اسکار فیشینگر، لن لی و نورمن مک‌لارن بود که به واقعیت پیوست. اما مدت‌ها پیش از آنها، بسیاری از مردم سازهایی ساخته بودند که معمولاً به آنها «ارگان رنگی» گفته می‌شود؛ این سازها نور رنگی تعدیل شده را به نوعی سیال قابل مقایسه با موسیقی، نشان می‌دهد.— ویلیام موریس، William Moritz
در سال ۱۵۹۰، گرگوریو کومانینی اختراعی را که توسط نقاش منیریست آرسیمبولدو طراحی شده بود، به عنوان سیستمی برای ایجاد موسیقی رنگی توصیف کرد که بر اساس درخشندگی ظاهری (تضاد روشن و تاریکی) به جای رنگ عمل می‌کرد.
سال ۱۷۲۵، راهب یسوعی-فرانسوی لوئی برتراند کاستل، ایده‌ای با نام «هارپسیکورد برای چشم‌ها» (هارپسیکورد چشمی) را مطرح کرد. در دهه ۱۷۴۰، آهنگساز آلمانی تلمن به فرانسه رفت تا این ایده را مشاهده کند و قطعاتی برای آن بسازد و کتابی در مورد آن بنویسد. این ارگان رنگی، دارای ۶۰ شیشه کوچک رنگی بود که هر کدام پرده‌ای داشتند که با کوبیدن کلید باز می‌شد. در حدود سال ۱۷۴۲، کاستل، هارپسیکورد چشمی (یک اندام سبک) را به‌عنوان ابزاری برای تولید صدا و رنگ‌های نورِ مناسب پیشنهاد کرد.

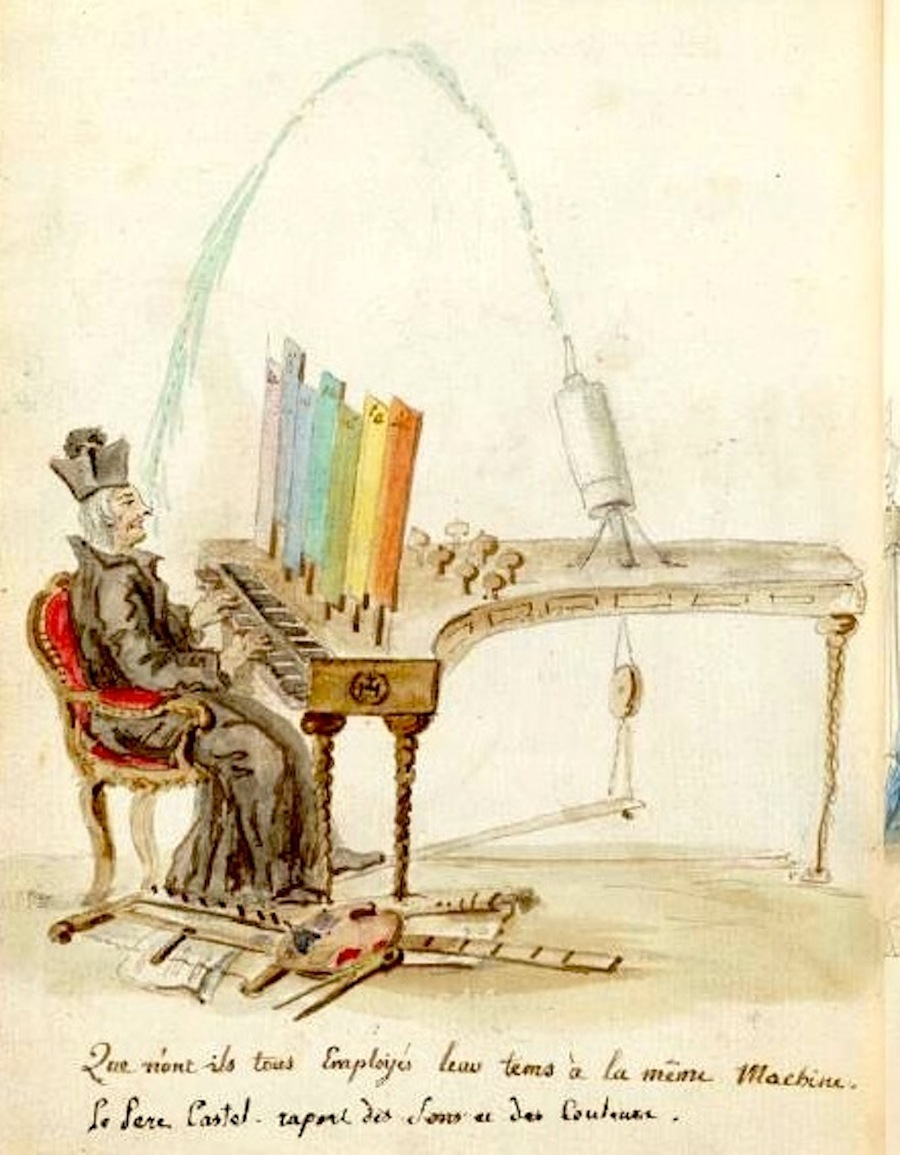
کاریکاتور لوئی برتراند کاستل "ارگان چشمی" توسط چارلز ژرمن دو سنت اوبین

سال ۱۷۴۳، یوهان گوتلوب کروگر، استاد دانشگاه هال، نسخهٔ خود از هارپسیکورد چشمی را پیشنهاد کرد.
سال ۱۸۱۶، دیوید بروستر کالیدوسکوپ را به عنوان شکلی از موسیقی بصری  معرفی کرد که بلافاصله محبوب شد.

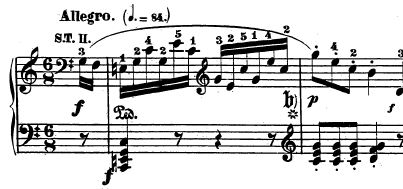

سال ۱۸۷۷، هنرمند آمریکایی، مخترع اسقف بینبریج، اولین اندام رنگی خود را به ثبت رساند. این سازها، پیوست‌های نورانی بودند که برای اندام‌های لوله‌ای طراحی شده بودند که می‌توانستند نورهای رنگی را بر روی صفحه نمایش هم‌زمان با اجرای موسیقی پخش کنند. اسقف سه تا از این سازها را ساخت، که همه به جز یکی در  آتش‌سوزی خانه P. T. Barnum  از بین رفتند.
سال ۱۸۹۳، نقاش بریتانیایی الکساندر والاس ریمینگتون، صفحه کلید سبک را اختراع کرد. ابزار یا دستگاهی برای تولید جلوه‌های رنگی طراحی شده بود و «ارگان رنگی» ریمینگتون توجه زیادی را به خود جلب کرد، از جمله توجه ریچارد واگنر و سر جرج گروو. به اشتباه ادعا شده است که دستگاه او اساس چراغ‌های متحرکی است که اولین نمایش نیویورک سمفونی الکساندر اسکریابین سینستزیا «پرومته: شعر آتش» در سال ۱۹۱۵ تشکیل می‌دهد. ابزاری که اولین نمایش را همراهی کرد، کرومولای مهندس نور پرستون میلار بود که شبیه‌ساز ریمینگتون بود.
در یک مانیفست هنری در سال ۱۹۱۶، فوتوریست‌های ایتالیایی آرنالدو جینا و برونو کورا آزمایش‌های خود را با نمایش «ارگان رنگی» در سال ۱۹۰۹ توصیف کردند. آنها همچنین نه فیلم انتزاعی را نقاشی کردند که اکنون از دست رفته‌اند.
سال ۱۹۱۶، نقاش آینده پژوه روسی ولادیمیر بارانوف روسینه، «پیانو اپتوفونیک» را در نمایشگاه تک نفرهٔ خود در کریستیانا (اسلو، نروژ) به نمایش گذاشت.
سال ۱۹۱۸، پیانیست کنسرت آمریکایی مری هالاک-گرینوالت سازی ساخت که او آن را "Sarabet" نامید. همچنین او یک اختراع (نه اختراع مربوط به ساز خود)، از جمله رئوستات را به ثبت رساند.
سال ۱۹۲۱، آرتور سی، ویناگراس کروموپیانو را پیشنهاد کرد. این ساز مانند پیانوی بزرگ، ا اما برای نمایش «آکورد» ساخته شده از نورهای رنگی طراحی شده است.
دهه ۱۹۲۰، توماس ویلفرد زادهٔ دانمارک، «کلاویلوکس» را ایجاد کرد، یک اندام رنگی که در نهایت هفت نسخه را به ثبت رساند. تا سال ۱۹۳۰، او ۱۶ واحد "کلاویلوکس خانگی" تولید کرد. دیسک‌های شیشه‌ای دارای هنر با این "Clavilux Juniors" فروخته شد. ویلفرد کلمه لومیا را برای توصیف این هنر ابداع کرد. به‌طور قابل توجهی، ابزارهای ویلفرد برای نمایش تصاویر رنگی نه فقط زمینه‌های نور رنگی مانند سازهای قبلی، طراحی شده بودند.
سال ۱۹۲۵، آهنگساز مجارستانی الکساندر لازلو (آهنگساز) متنی به نام "Color-Light-Music" (رنگ-نور-موسیقی) نوشت. لازلو با ارگ رنگی به اروپا سفر کرد.
در هامبورگ، آلمان از اواخر دهه ۱۹۲۰ تا اوایل دهه ۱۹۳۰، چندین اندام رنگی در مجموعه‌ای از کنگره‌های رنگ-صدا (به آلمانی: "Kongress für Farb-Ton-Forschung") به نمایش گذاشته شد. لودویگ هیرشفلد ماک ارگ رنگی بازی نور رنگی خود را در این کنگره‌ها و در چندین جشنواره و رویداد دیگر در آلمان اجرا کرد. او این اندام رنگی را در مدرسه باوهاوس در وایمار، با کورت شورد تفکر توسعه داده بود.
نمایشگاه خانه ایده‌آل دیلی میل لندن در سال ۱۹۳۹ یک «کنسول نور ۷۲ جهته و ارگان کامپتون برای موسیقی رنگی» و همچنین یک برج «کالیداکو» ۷۰ فوت و ۲۳۰ کیلووات را به نمایش گذاشت.
از سال ۱۹۳۵ تا ۱۹۷۷، چارلز داکام مجموعه‌ای از پروژکتورهای مبیلکولور، نسخه‌های او از اندام‌های رنگی بی‌صدا را ساخت.
در اواخر دهه ۱۹۴۰، اسکار فیشینگر لومی‌گراف را ایجاد کرد، که با فشار دادن اشیاء/دست‌ها در صفحه‌ای لاستیکی که در نور رنگی بیرون زده بود، تصاویر تولید می‌کرد. تصاویر این دستگاه به صورت دستی ساخته شده و همراه با موسیقی‌های مختلف اجرا شده است. برای کار به دو نفر نیاز داشت: یکی برای ایجاد تغییرات در رنگ‌ها، دیگری برای دست‌کاری صفحه نمایش، فیشینگر لومیگراف را در اواخر دهه ۱۹۴۰ تا اوایل دهه ۱۹۵۰ در لس آنجلس و سانفرانسیسکو اجرا کرد. لومیگراف توسط تهیه‌کنندگان فیلم علمی تخیلی ۱۹۶۴، «مسافران زمان» مجوز دریافت کرد. لومیگراف صفحه کلید ندارد و موسیقی تولید نمی‌کند.
در سال ۲۰۰۰، جک آکس و دیوید بریتون «ارگان رنگ مجازی» را ایجاد کردند. ارگان رنگی واقعیت مجازی قرن بیست و یکم یک سیستم محاسباتی برای ترجمه ترکیبات موسیقی به اجرای بصری است. این دستگاه از نیروی ابر محاسباتی برای تولید تصاویر و صداهای بصری سه بعدی از فایل‌های واسط دیجیتال ابزار موسیقی (MIDI یا میدی کنترلر) استفاده می‌کند و می‌تواند ترکیبات مختلفی را پخش کند. اجراها در محیط‌های واقعیت مجازی تعاملی، همه‌جانبه مانند Cave Automatic Virtual Environment (CAVE), VisionDome یا Immersadesk انجام می‌شود. ازآنجاکه این یک دنیای غوطه‌ور کننده سه‌بعدی است، اندام رنگی یک مکان یا یک فضای اجرا است.

## برای مطالعهٔ بیشتر
محقق مؤسسه هنرهای کالیفرنیا ویلیام موریتز، اندام‌های رنگی را به‌عنوان شکلی از موسیقی بصری، به ویژه به عنوان پیشرو موسیقی بصری سینما مستند کرده است. مقالات و تحقیقات اصلی او در مجموعه مرکز موسیقی تجسمی لس آنجلس است، که همچنین دارای دیگر مقالات و منابع رنگی ارگ تاریخی است.